# NGC 305
NGC 305 — астеризм в созвездии Рыбы. Астеризм открыт 17 октября 1825 года Джоном Гершелем. Соотношение входящих в объект звёзд не известно, но самая яркая из них TYC 608-677-2, принадлежит последовательности G3V и находится в примерно 1330 световых годах от Млечного Пути.
Этот объект входит в число перечисленных в оригинальной редакции «Нового общего каталога». Он попал в первое издание каталога галактик и туманностей по ошибке.